# Bélteky László
Bélteky László (Székelyhíd, 1909. április 2. – Budapest, 1995. április 12.) magyar költő, újságíró.

## Életútja
Középiskoláit Nagyváradon a premontrei gimnáziumban végezte. 1929-től 1931-ig a kolozsvári Kereskedelmi Akadémia hallgatója. Újságírói pályáját az Ellenzéknél kezdte, 1926-27-ben a szatmári jezsuita rendház kiadásában megjelent Vakációi Levél című lapban jelentek meg írásai. 1932-től az Erdélyi Lapok belső munkatársa, 1934-től az Erdélyi Néplap, 1942-től az Estilap felelős szerkesztője Nagyváradon, majd 1943-tól a Magyar Nemzet belső munkatársa Budapesten.

## Munkássága
Első versét az Erdélyi Helikon közölte, szerepelt az Új arcvonal (Kolozsvár, 1932) s a Tíz tűz (Nagyvárad, 1932) c. antológiákban. 1941-ben a Szigligeti Társaság adta ki Jelszó nélkül c. verskötetét, mely az ősz, a céltalan érmelléki bolyongások s a növekvő értelemellenesség leverő hangulatából egy népi-paraszti világ vágyálma felé keres kiutat. Újságírói működését a második világháború után is folytatta Budapesten, a Magyar Rádió 1957-58-ban rádiókomédiáit mutatta be. Rettenetes angyal című egyfelvonásosa gyűjteményes kötetben jelent meg 1960-ban Budapesten (Emberség : hét egyfelvonásos / [szerk. a Népművelési Intézet] 148).

## Kötete
- Jelszó nélkül (versek); Nagyvárad, 1941